# Henry Grey, I barone Grey di Groby

Stemma della famiglia Grey

Henry Grey (1547 – Bradgate Park, 26 luglio 1614) è stato un nobile cortigiano inglese.

## Biografia
Era figlio di John Grey di Pirgo e Mary Browne.
Venne educato presso il collegio Christ Church ad Oxford.
Nel 1564 alla morte di suo padre ereditò le terre a Pirgo, vicino Havering Essex. La sua ambizione divenne allora di ristabilire l'antica supremazia dei Grey nel Leicestershire, andata persa dopo la perdita dei diritti di John.
Cinque anni dopo, venne nominato uno dei Queen's Gentlemen Pensioners, ossia guardie del corpo della regina, e ne divenne il capo dal 1589 al 1603. Fu nominato inoltre deputy lieutenant della contea dal 1586 al 1590, eletto knight of the shire per la contea di Essex nel 1589 e Master of the Buckhounds nel 1596.
Venne fatto Giudice di pace nell'Essex intorno al 1569 e nel 1600 divenne giudice anziano della contea.
Il suo impegno al servizio della regina e della contea venne riconosciuto così Giacomo I d'Inghilterra il 21 luglio 1603 lo creò Barone Grey di Groby.
Nel 1603, Grey aveva amministrato e recuperato la maggior parte delle terre di famiglia perse dal padre. Come nuovo Lord Grey di Groby, all'età di 58 anni, prese residenza a Bradgate e indirizzò le sue energie a potenziare ulteriormente la posizione dei Grey nella contea. Ciò provocò una intensa competizione con gli Hastings, conti di Huntingdon, con cui dovettero spartire il potere nel Leicestershire.
Morì a Bradgate Park il 26 luglio 1614 e venne sepolto nella cappella di famiglia.
L'anno prima della morte, era rimasto vedovo della moglie Anne Windsor (1542–1613/14), figlia di William, secondo Lord Windsor di Bradenham. I coniugi Grey ebbero sette figli:
- Sir John Grey, che sposò Elizabeth Nevill e morì all'improvviso nel 1611 lasciando un figlio, Henry, che sarebbe divenuto primo conte di Stamford.
- Henry Grey, caduto combattendo in Olanda;
- Ambrose Grey, padre di Lady Mary Wrottesley, moglie di Sir Walter Wrottesley I baronetto;
- George Grey;
- Mary Grey, che sposò William Sulyard e poi Thomas Steward;
- Frances Grey, moglie di Anthony Felton di Playford.

## Ascendenza
|                                    |                |                                          | Genitori                              |  |  | Nonni |  |  | Bisnonni                          |  |  | Trisnonni |  |
|                                    |                |                                          |                                       |  |  |       |  |  | Thomas Grey, I marchese di Dorset |  |  | John Grey |  |
|                                    |                |                                          |                                       |  |  |       |  |  | Thomas Grey, I marchese di Dorset |  |  | John Grey |  |
|                                    |                | Elizabeth Woodville                      |                                       |  |  |       |  |  | Thomas Grey, I marchese di Dorset |  |  |           |  |
| Thomas Grey, II marchese di Dorset |                |                                          |                                       |  |  |       |  |  | Thomas Grey, I marchese di Dorset |  |  |           |  |
|                                    |                | Cecily Bonville, VII baronessa Harington | William Bonville, VI barone Harington |  |  |       |  |  |                                   |  |  |           |  |
|                                    |                | Cecily Bonville, VII baronessa Harington | William Bonville, VI barone Harington |  |  |       |  |  |                                   |  |  |           |  |
|                                    |                | Cecily Bonville, VII baronessa Harington | Katherine Neville                     |  |  |       |  |  |                                   |  |  |           |  |
| John Grey                          |                | Cecily Bonville, VII baronessa Harington |                                       |  |  |       |  |  |                                   |  |  |           |  |
|                                    |                | Charles Brandon, I duca di Suffolk       | William Brandon                       |  |  |       |  |  |                                   |  |  |           |  |
|                                    |                | Charles Brandon, I duca di Suffolk       | William Brandon                       |  |  |       |  |  |                                   |  |  |           |  |
|                                    |                | Charles Brandon, I duca di Suffolk       | Elizabeth Bruyn                       |  |  |       |  |  |                                   |  |  |           |  |
| Frances Brandon                    |                | Charles Brandon, I duca di Suffolk       |                                       |  |  |       |  |  |                                   |  |  |           |  |
|                                    |                | Mary Tudor                               | Henry VII, re d'Inghilterra           |  |  |       |  |  |                                   |  |  |           |  |
|                                    |                | Mary Tudor                               | Henry VII, re d'Inghilterra           |  |  |       |  |  |                                   |  |  |           |  |
|                                    |                | Mary Tudor                               | Elizabeth di York                     |  |  |       |  |  |                                   |  |  |           |  |
| Henry Grey, I barone Grey di Groby |                | Mary Tudor                               |                                       |  |  |       |  |  |                                   |  |  |           |  |
|                                    | Anthony Browne | Thomas Browne                            |                                       |  |  |       |  |  |                                   |  |  |           |  |
|                                    | Anthony Browne | Thomas Browne                            |                                       |  |  |       |  |  |                                   |  |  |           |  |
|                                    | Anthony Browne | Eleanor FitzAlan                         |                                       |  |  |       |  |  |                                   |  |  |           |  |
| Anthony Browne                     | Anthony Browne |                                          |                                       |  |  |       |  |  |                                   |  |  |           |  |
|                                    |                | Lucy Neville                             | John Neville, I marchese di Montagu   |  |  |       |  |  |                                   |  |  |           |  |
|                                    |                | Lucy Neville                             | John Neville, I marchese di Montagu   |  |  |       |  |  |                                   |  |  |           |  |
|                                    |                | Lucy Neville                             | Isabel Ingaldesthorpe                 |  |  |       |  |  |                                   |  |  |           |  |
| Mary Browne                        |                | Lucy Neville                             |                                       |  |  |       |  |  |                                   |  |  |           |  |
|                                    |                | John Gage                                | William Gage                          |  |  |       |  |  |                                   |  |  |           |  |
|                                    |                | John Gage                                | William Gage                          |  |  |       |  |  |                                   |  |  |           |  |
|                                    |                | John Gage                                | Agnes Bolney                          |  |  |       |  |  |                                   |  |  |           |  |
| Alice Gage                         |                | John Gage                                |                                       |  |  |       |  |  |                                   |  |  |           |  |
|                                    |                | Philippa Guildford                       | Richard Guildford                     |  |  |       |  |  |                                   |  |  |           |  |
|                                    |                | Philippa Guildford                       | Richard Guildford                     |  |  |       |  |  |                                   |  |  |           |  |
|                                    |                | Philippa Guildford                       | Anne Pympe                            |  |  |       |  |  |                                   |  |  |           |  |
|                                    |                | Philippa Guildford                       |                                       |  |  |       |  |  |                                   |  |  |           |  |